# Bowen-Apollo (cràter)
|  | No s'ha de confondre amb Bowen (cràter). |

Bowen-Apollo és un petit cràter d'impacte lunar situat a la vall Taurus-Littrow. Els astronautes Eugene Cernan i Harrison Schmitt van recórrer la vora nord de Brontë a bord del seu rover durant la missió Apollo 17 el 1972. Durant la missió es van referir a ell simplement com «Bowen». Està ubicat just a l'est de l'Estació Geològica 8.

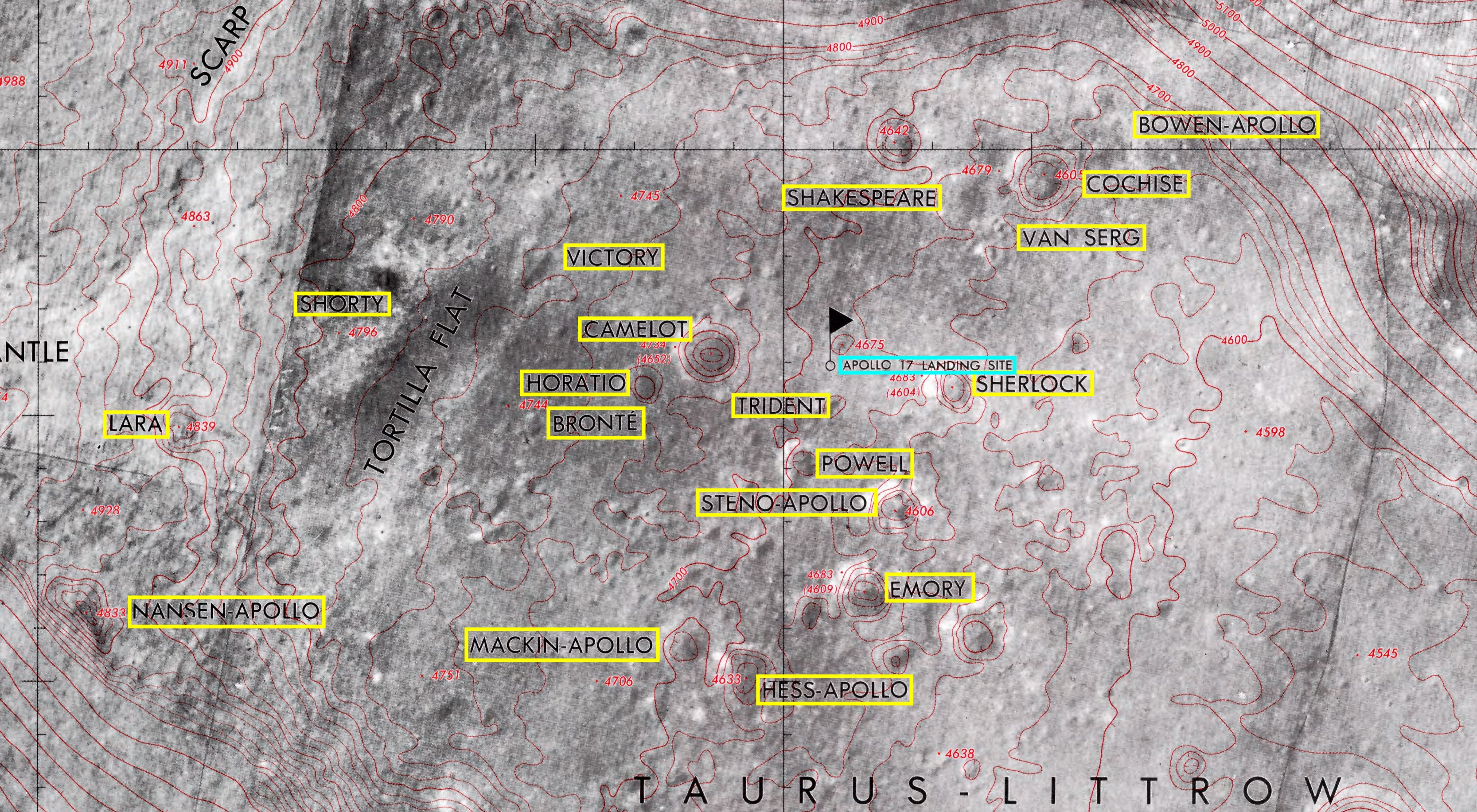
Localització de Bowen-Apollo (superior dreta de la imatge)
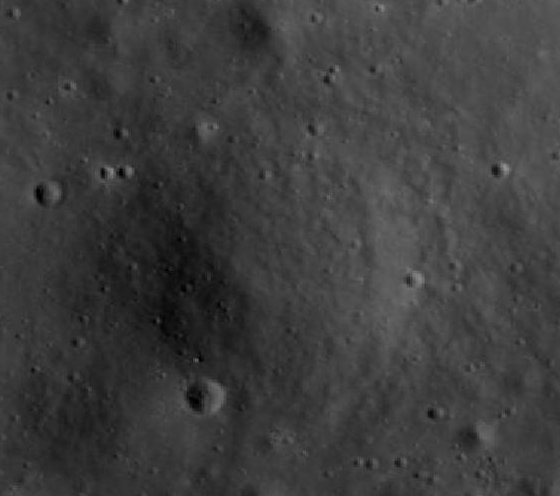
Cràter Bowen-Apollo. Imatge del LRO

Al sud-oest de Bowen es troben els cràters Cochise, Van Serg i Shakespeare. A l'oest apareix Henry.

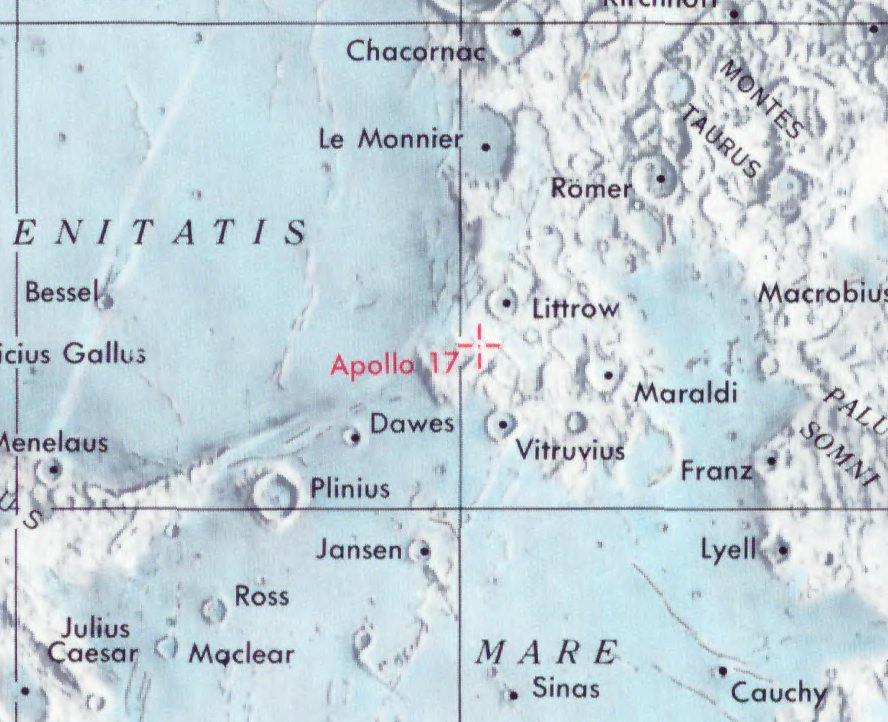
Lloc de l'allunatge de l'Apollo 17

## Denominació
El cràter va ser nomenat pels astronautes en referència al geòleg Norman L. Bowen, creador de la sèrie de Bowen. La denominació té el seu origen en els topònims utilitzats al full a escala 1/50.000 del Lunar Topophotomap amb la referència 43D1S1 Apollo 17 Landing Area.